# Sytuacja prawna i społeczna osób LGBT w Armenii

## Prawo a dyskryminacja osób homoseksualnych
Kontakty seksualne pomiędzy mężczyznami zostały zalegalizowane w Armenii w 2003. Tego typu zachowania pomiędzy kobietami nigdy nie były w tym kraju karane. Pomimo zmian z 2003, sytuacja lesbijek, gejów, biseksualistów i transseksualistów (osób LGBT) nie uległa znaczącej poprawie.

### Służba wojskowa
Według Helsińskiego Komitetu Praw w Armenii (raport z 2004), rozporządzenie ministerstwa obrony wewnętrznej skutecznie zakazuje gejom służenia w siłach zbrojnych. W praktyce geje są klasyfikowani jako chorzy psychicznie, a następnie kierowani do psychiatry.

### Historia
Między VII a X wiekiem, będąc bizantyńskim lennem, Armenia stała się kolebką ruchu paulicjańskiego. Była to dualistyczna chrześcijańska sekta sprzeciwiająca się władzy Kościoła. Paulicjanie odrzucali Stary Testament, chrzest i przez ówczesnych ludzi nazywani byli heretykami i sodomitami. Bizantyńska cesarzowa Teodora zabiła, topiąc lub wieszając, co najmniej 100 tys. Paulicjanów w Armenii. Wielu badaczy dostrzega w Paulicjanach prekursorów katarów (albigensów), a także późniejszych protestantów.
Pewną legendarną postacią jest Sarmad, suficki poeta o nieznanym pochodzeniu, żyjący w Indiach w XVII wieku. Był znany jako szyderca wyśmiewający największe religie ówczesnych czasów, lecz tworzył także wybitną religijną poezję zapisywaną w formie rubajjatów. Słynął również z włóczenia się po ulicach i po dworze cesarskim całkiem nago. Ten delikatny i inteligentny mężczyzna, znany jako asceta, przeszedł do legendy jako nieszczęśliwie zakochany romantyk, gdyż zakochał się w czternastoletnim indyjskim chłopcu.
Armenia pozostawała pod obcym panowaniem od IV do początku XX wieku. W maju 1918, po upadku Imperium Osmańskiego i Imperium Rosyjskiego, została utworzona Demokratyczna Republika Armenii, która przetrwała dwa lata. Wkrótce po inwazji Armii Czerwonej w grudniu 1920, proklamowano Armeńską Socjalistyczną Republikę Radziecką. W latach 1920–1991 Armenia była częścią byłego Związku Socjalistycznych Republik Radzieckich. W czasie panowania sowieckiego ustawodawstwo tego kraju było w dużej mierze dyktowane przez Moskwę. W 1936 artykuł przeciwko sodomii karający za kontakty seksualne pomiędzy mężczyznami został wprowadzony do kodeksu karnego. Pomimo represyjnego prawa, kilku wybitnych artystów wyrażało tego typu seksualność poprzez literaturę i sztukę. Poeta Jegisze Czarienc i reżyser filmowy Siergiej Paradżanow to jedni z najbardziej znanych armeńskich twórców tematyki LGBT ery radzieckiej.
Do 2003 ustawodawstwo Armenii nadal zawierało odpowiednik Sekcji 121 Kodeksu Karnego Związku Radzieckiego, który penalizował jedynie seks analny pomiędzy mężczyznami. Kontakty seksualne pomiędzy kobietami i gejowski seks bez penetracji pomiędzy dorosłymi, którzy osiągnęli wiek przyzwolenia, nie były wyraźnie wymieniane w prawie jako czyny zabronione. Dokładnie brany jest pod uwagę artykuł 116 kodeksu karnego, datowany na 1936 rok, w którym była mowa o możliwości pozbawienia wolności do lat pięciu. Złożono łącznie siedem skarg przeciwko temu antygejowskiemu prawu w 1996, a także cztery w 1997 (dotyczący Armenii raport Amnesty International z 1999) i cztery w 1999 (Opinia Komitetu do spraw Legalności Działań i Praw Człowieka Rady Europy dotycząca akcesji Armenii – dokument 8756 z 6 czerwca 2000).
Zniesienie antyhomoseksualnego prawa, w tym kary śmierci za kontakty homoseksualne, było jednym z warunków wejścia Armenii do Rady Europy w 2001. W grudniu 2002 Azgajin Żogow ze Zgromadzenia Narodowego Armenii zatwierdził nowy kodeks karny, z którego usunięto antygejowski artykuł. 1 sierpnia 2003 Robert Sedraki Koczarian, prezydent Armenii, ratyfikował kodeks, kończąc tym samym dziesiątki lat represji wobec gejów w tym niewielkim południowokaukaskim kraju.
W 2001 „Helsinki Association”, lokalna organizacja pozarządowa działająca na rzecz praw człowieka, opublikowała na swojej stronie internetowej historię dwudziestoletniego Hovika Minassiana. W 1999 ten młody mężczyzna został skazany na trzy miesiące pozbawienia wolności za odbycie stosunku seksualnego z innym mężczyzną. Był ostatnią osobą skazaną na podstawie artykułu 116. W swoich zeznaniach potępił wykorzystywanie i znęcanie się nad nim przez więziennego strażnika, a także skorumpowanego sędzię, który zmniejszył jego wyrok za łapówkę w wysokości tysiąca dolarów amerykańskich. Nagłośnienie jego sprawy było pierwszym publicznym coming outem w Armenii.

## Ochrona prawna przed dyskryminacją
Pomimo faktu, że Armenia w grudniu 2008 jako pierwszy kraj w regionie poparła deklarację Organizacji Narodów Zjednoczonych w sprawie orientacji seksualnej i tożsamości płciowej, obecnie nie istnieją w tym kraju żadne ustawy chroniące osoby LGBT przed dyskryminacją.

### Azyl
Armeńskie przepisy prawne nie przyznają prawa osobom do ubiegania się o azyl polityczny z powodu prześladowań przez wzgląd na orientację seksualną we własnym kraju.

## Uznanie związków osób tej samej płci
W armeńskim ustawodawstwie nie istnieje żadna prawna forma uznania związków jednopłciowych. Nie ma również żadnych planów uregulowania tej kwestii.

## Adopcja dzieci przez pary jednopłciowe
Pary jednopłciowe nie mają w Armenii prawa do adopcji dzieci – zarówno tych z domu dziecka, jak i tych, których jedna z osób jest rodzicem biologicznym. Nie ma również żadnych planów uregulowania tej kwestii.

## Życie osób LGBT w kraju
Homoseksualizm jest w społeczeństwie armeńskim niejako tematem tabu. Co więcej, nie istnieje żadna prawna ochrona osób LGBT, których prawa są stale gwałcone. Istnieje wiele przypadków zastraszania osób LGBT, dlatego też najczęściej nie decydują się one na zgłoszenie przypadków złamania praw człowieka czy przestępstw.
Niedługo po zniesieniu dyskryminującego prawa zauważono w Armenii sporadyczne pojawianie się ruchu LGBT w życiu publicznym. W październiku 2003 piętnastoosobowa grupa osób LGBT zebrała się w Erywaniu w celu założenia organizacji, którą początkowo nazywano Armeńska Grupa Gejów i Lesbijek, jednak po kilku spotkaniach członkom grupy nie udało się osiągnąć celu.
Jesienią 2004 Armen Avetisyan, założyciel Armeńskiej Unii Aryjskiej (skrajnie prawicowej partii politycznej), ogłosił, że wielu wysokich urzędników armeńskich jest orientacji homoseksualnej. Członkowie armeńskiego parlamentu o zróżnicowanych podglądach politycznych – skłonieni niejako przez jego wypowiedź – zainicjowali gorące debaty emitowane na publicznym kanale telewizyjnym. Charakterem przypominały one polowanie na czarownice. Po podsianej nienawiścią dyspucie – niezgodnej z prawem demokratycznej republiki – członkowie parlamentu doszli do wniosku, że parlamentarzysta, który okazuje się homoseksualny, powinien zrezygnować ze swojego stanowiska. Opinię tę podziela Garnik Isagulyan, doradca prezydenta do spraw bezpieczeństwa narodowego.
W październiku 2004 grupa AGLA France zorganizowała protest i pikietowała naprzeciw Ambasady Armenii w Paryżu, potępiając homofobiczną kampanię oraz zniesławianie gejów przez armeńskich prawodawców i media. Otwarty list owego stowarzyszenia do prezydenta Armenii został opublikowany kilka dni później w gazecie Hajakakan Żamanak.
W 2005, przy wsparciu AGLA France, dwóch młodych mężczyzn z Armenii brało udział w organizowanej co roku przez ILGA-Europe konferencji, która miała miejsce w Paryżu. Rok później Menq/WFCE, pierwsza organizacja pozarządowa kierowana przez gejów, zajmująca się walką z HIV i AIDS, została zarejestrowana w Erywaniu.
W 2007 powstała Pink Armenia, kolejna organizacja pozarządowa szerząca wiedzę na temat HIV i innych chorób przenoszonych drogą płciową oraz zajmująca się walką z dyskryminacją z powodu odmiennej orientacji seksualnej.